# Vsevolod Nikolayevich Merkulov

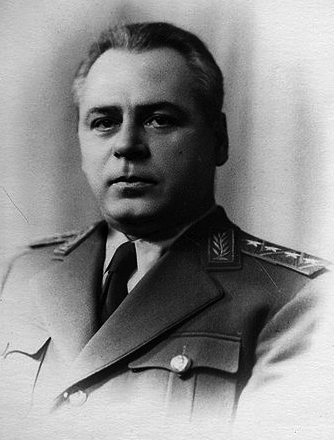
Vsevolod Merkulov trong quân phục Đại tướng An ninh.

Vsevolod Nikolayevich (Boris) Merkulov (tiếng Nga: Всеволод Николаевич Меркулов; 27 November [lịch cũ 25 October] năm 1895 - 23 tháng 12 năm 1953) là người đứng đầu của NKGB từ tháng 2 đến tháng 7 năm 1941 và một lần nữa từ tháng 4 năm 1943 đến tháng 3 năm 1946. Ông là thành viên của cái gọi là "mafia Gruzia" của Lavrenti Beria, người đứng đầu NKVD.

## Cuộc đời và sự nghiệp
Merkulov sinh năm 1895 tại Zagatala ở Tiflis gubernia (ngày nay là Azerbaijan). Năm 1913, ông tốt nghiệp trường Thể dục Tiflis với huy chương vàng và trở thành sinh viên của Đại học St. Petersburg, Khoa Vật lý và Toán học. Từ 1921-1922, ông làm thám tử tại Đơn vị vận tải Cheka ở Gruzia. Từ năm 1925 đến 1931, Merkulov giữ các chức vụ Trưởng ban Điều hành hoạt động bí mật và Phó trưởng phân ban GPU của Adzharistan.
Merkulov trở thành Ủy viên nhân dân (tương đương Bộ trưởng) An ninh nhà nước Liên Xô từ ngày 3 tháng 2 năm 1941 cho đến ngày 20 tháng 7 năm 1941, khi NKGB lại nằm dưới sự kiểm soát của NKVD với tên GUGB. Từ 1941 đến 1943, Merkulov là Phó ủy viên nhân dân NKVD. Năm 1943, GUGB một lần nữa được tách ra khỏi NKVD và Merkulov trở thành người đứng đầu của NKGB từ ngày 20 tháng 7 năm 1943 cho đến năm 1946.
Vsevolod Merkulov đã tham gia vào kế hoạch xây dựng một mạng lưới gián điệp bên trong Dự án Manhattan. Thành công đầu tiên của NKVD là tuyển dụng Klaus Fuchs. Dự án đã được đặt tên mã là "Enormoz". Vào tháng 11 năm 1944, Pavel Fitin đã báo cáo: "Mặc dù có sự tham gia của một số lượng lớn các tổ chức khoa học và công nhân về vấn đề Enormoz ở Mỹ, chủ yếu được chúng tôi biết đến từ nguồn tin của các điệp viên, rằng công việc của họ phát triển kém. Do đó, phần chính của tài liệu về Hoa Kỳ đến từ trạm ở Anh. Trên cơ sở thông tin từ trạm London, Trung tâm Moskva đã hơn một lần gửi đến trạm New York một định hướng công việc và cũng đã gửi một điệp viên sẵn sàng (Klaus Fuchs). " 
Một nguồn quan trọng khác là John Cairncross. Pavel Fitin đã báo cáo với Vsevolod Merkulov: "Thông tin có giá trị về Enormoz đang đến từ trạm London. Các tài liệu đầu tiên về Enormoz đã được nhận vào cuối năm 1941 từ Danh sách nguồn của chúng tôi (John Cairncross), chứa các tài liệu bí mật và có giá trị cả về bản chất của vấn đề Enormoz và về các biện pháp của chính phủ Anh để tổ chức và phát triển công việc về vấn đề nguyên tử năng lượng ở nước ta. Liên quan đến công việc của Mỹ và Canada trên Enormoz, các tài liệu mô tả tình trạng và tiến độ công việc ở ba quốc gia - Anh, Mỹ và Canada - đều đến từ trạm London. " 
Ông có một thời gian ngắn làm Bộ trưởng của MGB vào năm 1946, nhưng sớm được thay thế bởi đối thủ Viktor Abakumov. Merkulov sau đó giữ chức Bộ trưởng Bộ Kiểm soát Nhà nước, thay thế Lev Mekhlis. Sau cái chết của Stalin, ông đã bị bắt và bị xử bắn cùng với người bảo trợ Beria và năm cộng sự khác vào ngày 23 tháng 12 năm 1953. Có tin đồn rằng cả sáu thi thể đã được hỏa táng và chôn cất tại một địa điểm không xác định gần Moskva.
Merkulov có thể được biết đến nhiều nhất với một lá thư ông viết cho cấp trên của mình, Lavrenti Beria, vào ngày 2 tháng 10 năm 1944 về sự hợp tác mà Liên Xô đã nhận được từ một nhà khoa học hàng đầu trong chương trình của Hoa Kỳ để phát triển bom nguyên tử.